# Söke
Söke là một huyện thuộc tỉnh Aydın, Thổ Nhĩ Kỳ. Huyện có diện tích 987 km² và dân số thời điểm năm 2007 là 115939 người, mật độ 117 người/km².